# Konkouré (Fluss)
Der Konkouré ist ein Fluss in Guinea.

## Verlauf
Der Fluss entspringt im südlichen Bergland Fouta Djallon in Guinea auf der Grenze zwischen den Regionen Kindia und Mamou, bei der Stadt Mamou. Er fließt zunächst nach Westen, dreht dann nach Norden und schwenkt dann auf westliche Richtungen, die er den größten Teil seines Verlaufs beibehält. Etwa 100 km vor seiner Mündung schwenkt er auf südwest und mündet schließlich nördlich der Stadt Conakry in einem Ästuar, das die Grenze zwischen der Region Boké und der Region Kindia bildet.

## Hydrometrie
Die Durchflussmenge des Konkouré wurde an der hydrologischen Station Pont de Télimélé bei gut der Hälfte des Einzugsgebietes, über die Jahre 1948 bis 1958 gemittelt, gemessen (in m³/s).

## Kraftwerke zur Stromgewinnung
Da der 303 kilometerlange Fluss nur etwa 50 Kilometer nordwestlich von Conakry bei Tanene ins Meer mündet, eignet er sich gut für die Stromgewinnung. Im Jahr 2015 konnte das erweiterte Flusskraftwerk im Landesinnern bei Kaléta mit 240 MW Leistung in Betrieb genommen werden. Vorgängig wurde auch eine 146 Kilometer lange Stromleitung in Richtung Küste erstellt. 2020 wurde nur einige Kilometer weiter oben der Dam des Souapiti-Sees fertiggestellt, der 6,3 Millionen Kubikmeter Wasser aufstauen und 450 MW Leistung produziert.